# San Luis Reservoir
Le San Luis Reservoir est un lac de barrage du comté de Merced, en Californie, aux États-Unis.